# Leioproctus maculatus
Leioproctus maculatus är en biart som först beskrevs av Rayment 1930.  Leioproctus maculatus ingår i släktet Leioproctus och familjen korttungebin. Inga underarter finns listade i Catalogue of Life.

## Bildgalleri

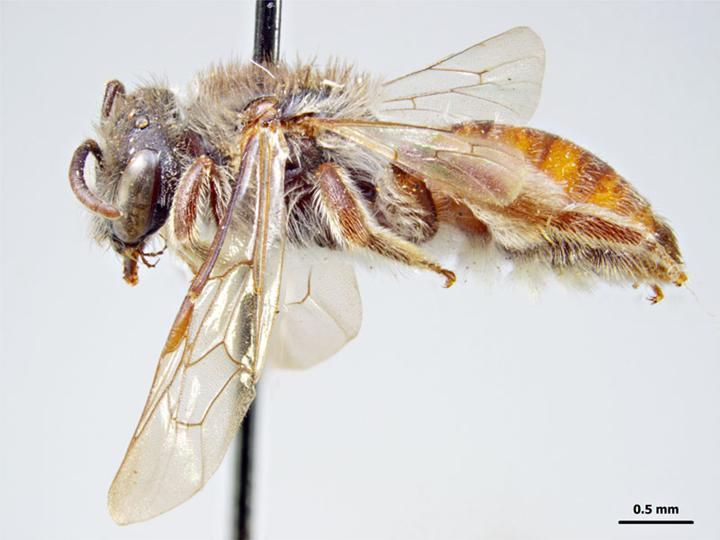